# جاك مارتا
جاك مارتا (بالإنجليزية: Jack A. Marta)‏ هو مصور سينمائي أمريكي، ولد في 5 مارس 1903 في مونتانا في الولايات المتحدة، وتوفي في 26 يونيو 1991 في شيريدان في الولايات المتحدة.

## وصلات خارجية
- جاك مارتا على موقع IMDb (الإنجليزية)
- جاك مارتا على موقع ألو سيني (الفرنسية)
- جاك مارتا على موقع أول موفي (الإنجليزية)
- جاك مارتا على موقع قاعدة بيانات الأفلام السويدية (السويدية)
- جاك مارتا على موقع قاعدة بيانات الفيلم (الإنجليزية)
- جاك مارتا على موقع كينوبويسك (الروسية)